# Čekmin
Čekmin (em cirílico: Чекмин) é uma vila da Sérvia localizada no município de Leskovac, pertencente ao distrito de Jablanica, na região de Jablanica. A sua população era de 825 habitantes segundo o censo de 2002.

## Demografia
| 1948  | 1953  | 1961  | 1971  | 1981  | 1991  | 2002 | 2011 |
| ----- | ----- | ----- | ----- | ----- | ----- | ---- | ---- |
| 1 171 | 1 189 | 1 229 | 1 207 | 1 169 | 1 057 | 915  | 825  |